# Chapple
Chapple es un municipio canadiense situado en la provincia de Ontario.

## Superficie
Chapple tiene una superficie de 558,15 km².

## Demografía
En 2021, tenía 763 habitantes, una densidad poblacional de 1,4 hab./km², y 332 viviendas.